# Zeuxine parvifolia
Zeuxine parvifolia är en orkidéart som först beskrevs av Henry Nicholas Ridley, och fick sitt nu gällande namn av Gunnar Seidenfaden. Zeuxine parvifolia ingår i släktet Zeuxine och familjen orkidéer. Inga underarter finns listade i Catalogue of Life.